# أسفل الباطن
أسفل الباطن تقع في حوطة بني تميم في ملتقى وادي نعام مع وادي بريك والذي كان يطلق عليه في السابق اسم المجازة والآن بملاقي السيول أو مجامع السيول.